# 薛珠
薛珠（?—?）黑龙江省拜泉县人，中华民国政治人物。

## 生平
薛珠是拜泉县佃民，毕业于黑龙江省城简易科。清朝末年兴办学堂过程中，“拜泉县佃民省城简易科毕业生薛珠报效本籍学堂草房11间，并地基270方丈折银1500两。”
中华民国成立后，他出任北京临时参议院议员。